# Balkan hóa

Balkan từ 1796 cho tới 2008

Balkan hóa hay đọc theo phiên âm tiếng Việt Ban-căng hóa là một từ địa chính trị để chỉ một quá trình chia cắt một vùng hay một nước thành những vùng hay nước nhỏ hơn, mà thường thù nghịch hay không hợp tác với nhau. Một số người cho đây là một từ được dùng với nghĩa xấu.. Từ này ngày nay cũng được dùng để chỉ sự tan rã của một tập thể khác như công ty, trang mạng, ngay cả khu vực nhân sinh.